# Levitatie

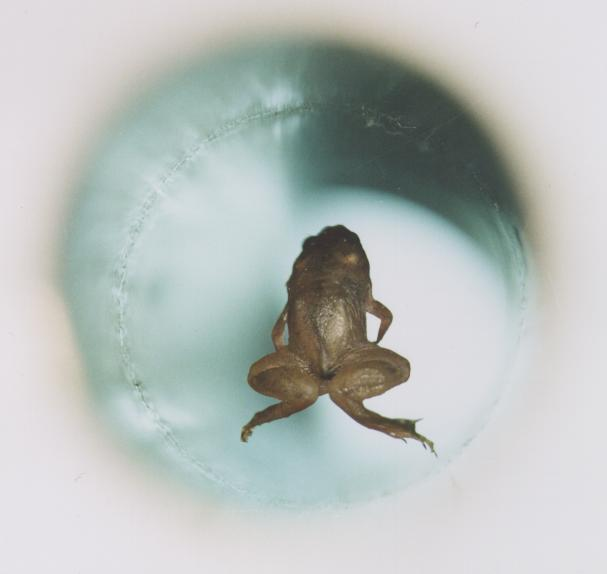
Deze kikker kan zweven door diagmagnetisch magnetisme in een magneetveld van 15 tesla in een proefopstelling in de Radboud Universiteit

Levitatie (Latijn: levare, opheffen) is verheffing, het laten zweven van een object. Met sterke magnetische velden kan levitatie verkregen worden. De magnetische zweeftrein is daarvan een praktische toepassing. Ook is het mogelijk via sterke geluidsgolven akoestische levitatie te verwezenlijken.

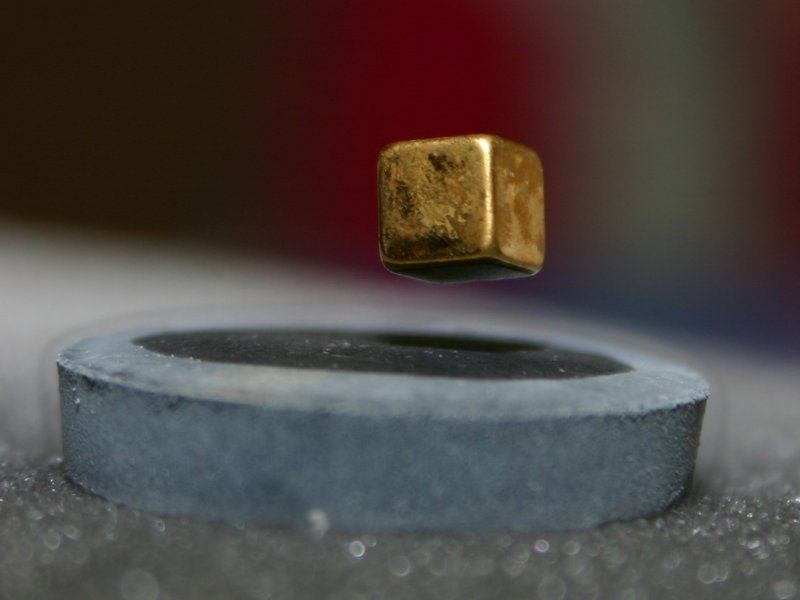
Levitatie door magnetisme